# 愛人転生 -サレ妻は死んだ後に復讐する-
『愛人転生 -サレ妻は死んだ後に復讐する-』（あいじんてんせい サレづまはしんだあとにふくしゅうする）は、池田聖子によるオンライン小説及び日本の漫画作品。マンガ・ノベルアプリ『peep』にて連載された。
2024年9月より、毎日放送にてテレビドラマが放送された。

## 登場人物
真山 千里（まやま ちさと）
主人公。専業主婦。31歳。
真山 悠太（まやま ゆうた）
千里の夫。大手企業社長の息子。32歳。
三井 瑠奈（みつい るな）
悠太の不倫相手。
井上 宗二郎（いのうえ そうじろう）
千里の大学時代の同期生。

## テレビドラマ
2024年9月6日（5日深夜）から10月25日（24日深夜）まで毎日放送の「ドラマ特区」枠で放送された。主演は香音と千賀健永。
戸田彬弘監督は『キスマイ超BUSAIKU!?』での千賀の視聴を契機に、悠太役を彼に即決したという。

### キャスト

#### 主要人物
三井瑠奈（みつい るな）〈24〉
演 - 香音
悠太の愛人でインフルエンサー。
真山悠太（まやま ゆうた）〈30〉
演 - 千賀健永
千里の夫。大手企業「マヤマフーズ」の御曹司。

#### 周辺人物
井上宗二郎（いのうえ そうじろう）〈30〉
演 - 佐藤大樹（FANTASTICS）
千里の大学時代の同期生。広告代理店に勤務。
真山千里（まやま ちさと）〈29〉
演 - 小島藤子（10歳時：小井圡菫玲）
悠太の妻で専業主婦。事故をきっかけに瑠奈の体に転生。旧姓：横山。
藤原綾乃（ふじわら あやの）〈27〉
演 - 高田里穂
「美不二コーポレーション」の社長令嬢。
真山新造（まやま しんぞう）〈58〉
演 - 飯田基祐
「マヤマフーズ」の社長。悠太の父。
真山美枝子（まやま みえこ）〈55〉
演 - 櫻井淳子
悠太の母。

#### ゲスト
第1話
聡
演 - 徳井優
真山千里の父。
第2話
佐藤
演 - 木村了

### スタッフ
- 原作：池田聖子（原作）・久嘉めいら（漫画）『愛人転生 -サレ妻は死んだ後に復讐する-』（taskey株式会社）
- 脚本 - 大歳倫弘（ヨーロッパ企画）、モラル、髙橋幹子[1]
- 音楽 - 齋藤優輝、余宮魅登
- オープニング主題歌 - フィロソフィーのダンス「恋のシャバドゥビドゥ」（Sony Music Labels）[6]
- エンディング主題歌 - TOOBOE「きれぇごと」（Sony Music Labels）[7]
- VFX - 田中貴志
- 監督 - 戸田彬弘、吉川鮎太、長谷川卓也[1]
- 制作プロダクション - ホリプロ[1]
- 製作 - 「愛人転生」製作委員会、毎日放送[1]

### 放送日程
| 話数   | 放送日   | サブタイトル                | 脚本     | 監督       |
| ------ | -------- | --------------------------- | -------- | ---------- |
| 第1話  | 09月06日 | 愛人に転生して復讐          | 大歳倫弘 | 戸田彬弘   |
| 第2話  | 09月13日 | 愛人のカラダを利用 復讐開始 | モラル   | 戸田彬弘   |
| 第3話  | 09月20日 | ゲス夫は止まらない          | 髙橋幹子 | 長谷川卓也 |
| 第4話  | 09月27日 | モラハラ義実家と直接対決    | 髙橋幹子 | 吉川鮎太   |
| 第5話  | 10月04日 | 秘密を明かす時－            | 大歳倫弘 | 戸田彬弘   |
| 第6話  | 10月11日 | 最狂のクズに制裁を          | モラル   | 吉川鮎太   |
| 第7話  | 10月18日 | "幸せ"か、"復讐"か——。      | 大歳倫弘 | 戸田彬弘   |
| 最終話 | 10月25日 | ゲス夫へ最後の復讐          | 大歳倫弘 | 戸田彬弘   |

### 放送局
| 放送期間                  | 放送時間                      | 放送局               | 対象地域       | 備考              |
| ------------------------- | ----------------------------- | -------------------- | -------------- | ----------------- |
| 2024年9月5日 - 10月24日   | 木曜 23:30 - 翌0:00           | テレビ神奈川（tvk)   | 神奈川県       | 1時間29分先行放送 |
| 2024年9月6日 - 10月25日   | 金曜 0:59 - 1:29 （木曜深夜） | 毎日放送（MBS）      | 近畿広域圏     | 製作局            |
|                           | 金曜 23:00 - 23:30            | チバテレ（CTC)       | 千葉県         |                   |
| 2024年9月12日 -           | 木曜 0:00 - 0:30 （水曜深夜） | テレビ埼玉（TVS）    | 埼玉県         |                   |
|                           | 木曜 22:30 - 23:00            | とちぎテレビ （GYT） | 栃木県         |                   |
|                           | 木曜 23:30 - 翌0:00           | 群馬テレビ （GTV）   | 群馬県         |                   |
| 2024年10月8日 - 12月3日   | 火曜 1:59 - 2:29 （月曜深夜） | 北海道放送（HBC）    | 北海道         |                   |
| 2024年10月22日 - 12月17日 | 火曜 1:55 - 2:25 （月曜深夜） | RKB毎日放送（RKB）   | 福岡県         |                   |
| 2024年12月12日 -          | 木曜 0:26 - 0:56 （水曜深夜） | RSK山陽放送（RSK）   | 岡山県・香川県 |                   |

### ネット配信
| 配信開始月 | 配信サイト           | 配信料金     | 備考           |
| ---------- | -------------------- | ------------ | -------------- |
| 2024年9月  | FOD（FODプレミアム） | 定額制有料   | 見放題独占配信 |
| 2024年9月  | MBS動画イズム        | 広告付き無料 | 見逃し配信     |
| 2024年9月  | TVer                 | 広告付き無料 | 見逃し配信     |

| 毎日放送 ドラマ特区            | 毎日放送 ドラマ特区                   | 毎日放送 ドラマ特区                     |
| 前番組                         | 番組名                                | 次番組                                  |
| ------------------------------ | ------------------------------------- | --------------------------------------- |
| 彩香ちゃんは弘子先輩に恋してる | 愛人転生 -サレ妻は死んだ後に復讐する- | 初めましてこんにちは、 離婚してください |